# Camino viejo de Candelaria (Tenerife)
El camino Viejo de Candelaria (también camino de Candelaria, camino real de Candelaria y camino de Nuestra Señora de Candelaria) es un antiguo camino de peregrinación, declarado en parte de su recorrido Bien de Interés Cultural, con categoría de Sitio Histórico, desde 2008. Discurre por los términos municipales de Candelaria, El Rosario, San Cristóbal de La Laguna y levemente Santa Cruz de Tenerife en la isla de Tenerife (Canarias, España). Está vinculado al culto de la Virgen de Candelaria (patrona de las Islas Canarias).

## Introducción
Camino de 21 kilómetros de longitud, que se corresponde con la vía que conectaba la antigua capital de Tenerife, San Cristóbal de La Laguna, con el núcleo costero de Candelaria. Sale de La Laguna por el Camino de San Francisco de Paula, a través de Los Baldíos y Llano del Moro, para dirigirse como primer gran hito en la ruta a la Iglesia de Nuestra Señora de El Rosario en Machado, prosiguiendo a través de los pagos de Barranco Hondo e Igueste de Candelaria hasta la villa mariana. 
Desde épocas muy tempranas se convirtió en ruta de peregrinación anual, vinculado con la devoción religiosa a la Virgen de Candelaria y su santuario. Este camino es ya citado en los documentos de repartimiento de tierras efectuados por el Adelantado Alonso Fernández de Lugo tras la conquista. En el texto de Fray Alonso de Espinosa, referido a los milagros de la Virgen de Candelaria, se alude a la apertura del camino en la segunda década del siglo XVI, a la vez que se indica que hacia 1534 estaba ya construida la ermita de Nuestra Señora del Rosario, como lugar de descanso de los romeros que iban en peregrinación. Al mismo tiempo era el camino que utilizaba la comitiva que llevaba en rogativas a la imagen de la Virgen de Candelaria, cuando ésta era llevada a La Laguna por las diversas calamidades que afectaron a la isla.
Se trata por tanto de uno de los caminos más antiguos de la isla y, posiblemente, uno de los de mayor valor patrimonial, atendiendo a su antigüedad, y a las circunstancias históricas, religiosas e ideológicas que rodean su devenir, sin olvidar los valores etnográficos derivados de la factura constructiva de los caminos tradicionales, delimitados por muros de piedra seca, con firme empedrado en los sectores de mayor dificultad y adaptación a la morfología del terreno. 
En la actualidad se sigue utilizando como una de las vías de Peregrinación a Candelaria. Anualmente se realiza a finales de enero (en el marco de la fiesta litúrgica de la Virgen) la ruta institucionalizada del Camino viejo de Candelaria, organizada por los ayuntamientos de El Rosario y Candelaria, también realizada en las fiestas de agosto de la Virgen.

## Delimitación y descripción del BIC Camino de Candelaria
El BIC Camino de Candelaria se corresponde con los tramos mejor conservados de la antigua vía que conectaba ya en el siglo XVI, la entonces capital insular -San Cristóbal de La Laguna- con el núcleo costero de Candelaria. Nace en Los Toscales (al final de la prolongación del Camino de San Francisco de Paula, que se dirige a La Laguna) y finaliza en el Camino de la Cruz Colorada (próximo a la carretera C-822), 
El primero de los tramos protegidos comienza en la calle El Convento (en la parte alta de El Tablero), dirigiéndose hacia el sur a través de los barrancos del Pino y de los Valentines, hasta enlazar con la carretera de La Esperanza hacia Machado. En este tramo el camino tiene una anchura entre 3 m y 1,5 m, salvo en un corto trecho en el que se ha reducido considerablemente tras la construcción de un antiguo canal. Con una longitud de 500 m, el firme mantiene interesantes tramos empedrados para salvar los sectores de mayor pendiente, así como un muro de piedra seca que lo delimita por su parte exterior.
El segundo tramo, de 200 m de longitud, cuenta en su primera mitad con roderas de cemento hasta el Barranquillo de las Agüitas, a partir del cual se ha conservado su morfología original, hasta la llamada Caldera de Lorenzo; desde donde se convierte en pista de tierra. Ésta discurre bajo la llamada Casa de Amaro Pargo y finaliza en la carretera de Machado a la Iglesia de El Rosario.
Tras un corto tramo asfaltado frente a la Iglesia de El Rosario, el camino comienza a descender a modo de pista de tierra por la Cuesta de El Rosario, hasta alcanzar un recodo, en el que existe una casa tradicional transformada y una era en buen estado de conservación, en el lugar conocido como La Asomadita. A partir de este punto y en una longitud de algo más de 1 km, el camino vuelve a recuperar su factura tradicional: anchura variable de 3-1,5 metros, tramos empedrados en buen estado, muros de piedra seca delimitadores de la vía e, incluso, la presencia de una estación de grabados rupestres con motivos barquiformes de adscripción cronológica imprecisa.
El trazado se mantiene en torno a los 430 metros sobre el nivel del mar, salvo en los vados de los barrancos, hasta conectar con el Barranco del Brujo y el Camino de los Pájaros en Barranco Hondo. Desde este punto y a lo largo de la travesía del barrio el camino desaparece, para reaparecer junto al campo de fútbol, quedando excluido de la delimitación.

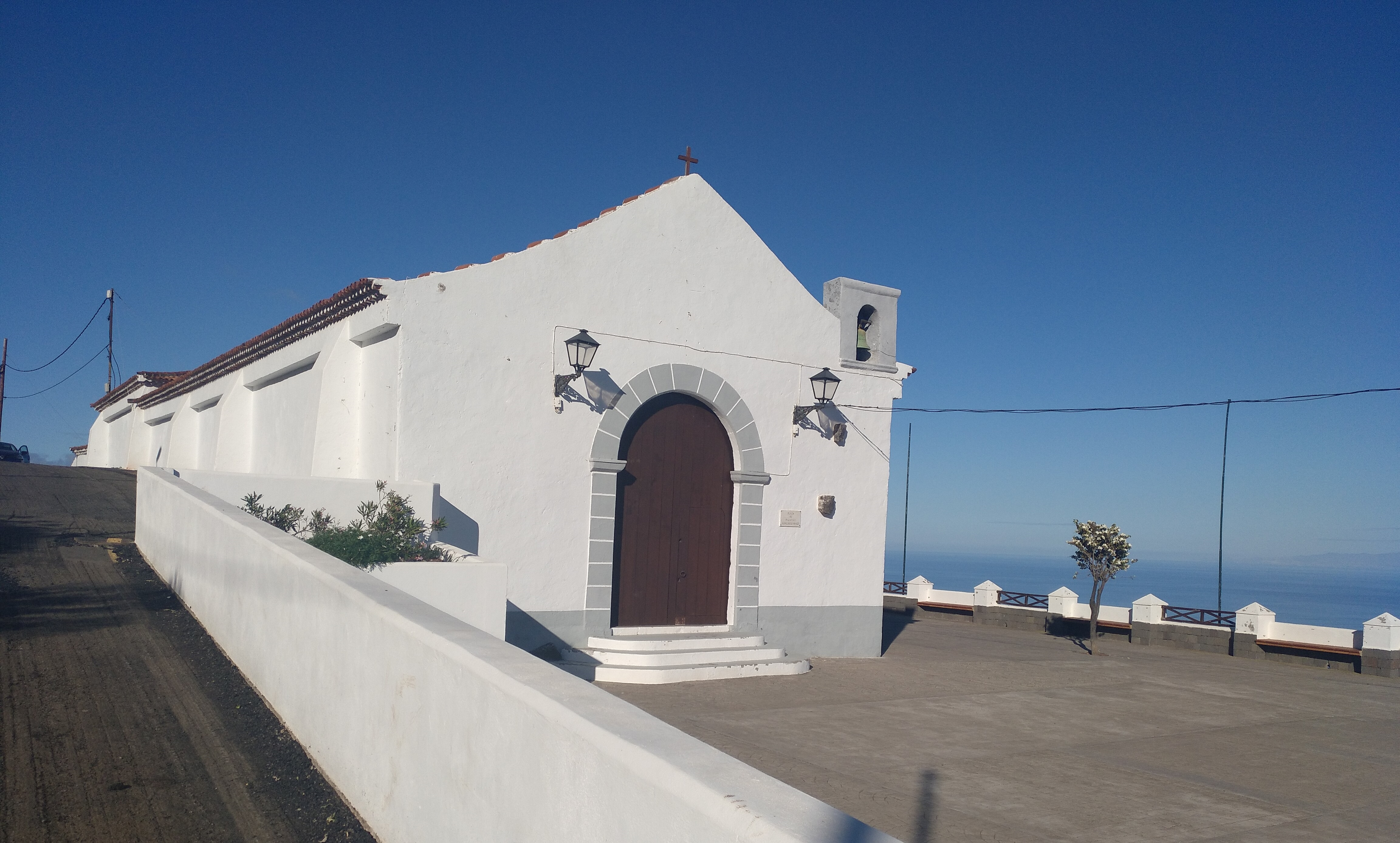
Ermita de Nuestra Señora del Rosario en Machado, situada a la vera del camino.

Este cuarto tramo mantiene unas características muy similares al anterior y un buen estado general de conservación en su 1,5 km de longitud, salvo determinados trechos en los que el muro delimitador se ha desmoronado. A una veintena de metros al oeste del mismo y sobre una plancha de toba rojiza se localiza una estación de cazoletas y canales, parcialmente afectada por una vieja canalización, hoy en desuso. Se observan varios huecos -excavados artificialmente y de distintas dimensiones-, conectados entre sí mediante estrechos canalillos.
Más adelante aparece el viejo asentamiento de Pasacola, localizado en las proximidades de la antigua fuente de Chajarche. 
Conserva restos de los muros de varias construcciones. Las tejas y maderas de los tejados de las mismas fueron desmontadas por sus habitantes y otros vecinos cuando el caserío fue abandonado a principios del siglo XX, utilizándolos para construir nuevas edificaciones en Igueste de Candelaria. Entre los restos que se conservan está la cámara de un horno inserta en su pared norte, así como dependencias anejas, un horno, una era y varias cuevas naturales utilizadas como dependencias auxiliares, junto a corrales y construcciones menores.
Todo este tramo discurre a una cota relativamente constante, entre los 410 y 440 metros sobre el nivel del mar, si bien en su último tramo se convierte en pista de tierra y, desde un extraordinario mirador natural sobre el barrio de La Jiménez, pasa a pista asfaltada, que conduce a este enclave en lo alto de Igueste de Candelaria.
La morfología de La Jiménez se caracteriza por la adaptación de la edificación a la acusada pendiente del terreno, con casas de dos plantas que disponen de un pequeño balcón con escaleras desde el patio exterior. Esta planta solía utilizarse como granero.  Los vanos son reducidos y escasos y los materiales constructivos empleados en los paramentos son la tosca y el basalto. Entre el caserío discurren pequeños caminos, a veces empedrados, que facilitan el acceso a las casas.
Tras descender por este barrio, el camino vuelve a conservarse en su quinto tramo, que atraviesa el Barranco de Afirama y discurre frente a la gran Cueva de Añaco, citada por Juan Bethencourt Alfonso como lugar de habitación aborigen, si bien en la actualidad carece de potencial arqueológico. Este tramo, de unos 300 m de longitud, mantiene algunos sectores de firme empedrado hasta conectar con el Camino Cruz Colorada, que enlaza con la carretera C-822.